# Чинка на Касин
Чинката на Касин (Carpodacus cassinii) е дребна пойна птица срещаща се в Северна Америка.
Възрастните птици имат къси раздвоени кафяви опашки и кафяви криле. Човките им са по-дълги от тези на пурпурната чинка. Мъжките възрастни екземпляри имат малиново червени пера на главата, гърдите, гърба и задните части, а на гърба и под опашката са на ивици. Оперението на възрастните женски е светлокафяво в горната и светло в долната част на тялото, с кафяви напречни ивици. Характерният цвят на перата на главите им е в по-малка степен различим от този на женските пурпурни чинки.
Ареалът на чинките на Касин са иглолистните гори в планините на западните части на Северна Америка. Тези от тях, които населяват Канада мигрират на юг, другите са непрелетни, но през зимата слизат по-близо до морското равнище.
Правят гнездата си в иглолистни дървета, хранят се основно със семена, пъпки и плодчета на растения, както и с някои насекоми. Когато не гнездят, често могат да бъдат видени в малки ята.
Наречени са по името на Джон Касин, уредник в Академията за природни науки във Филаделфия.